# Erwin Magnus
Siegmund Erwin Magnus (* 24. November 1881 in Hamburg; † 31. März 1947 in Kopenhagen) war ein deutscher Schriftsteller, Literaturagent und Übersetzer.

## Leben
Erwin Magnus war der Sohn des jüdischen Berliner Bankiers Max Magnus und dessen Ehefrau Anna Hedwig Elisabeth, geb. Mühsam. Nach dem Besuch des Gymnasiums begann er eine Bankausbildung, brach diese jedoch ab und wechselte zum Kunstgewerbe. Er leitete die Hamburger Vereinigten Werkstätten für Kunst und Handwerk. Zu Beginn des Ersten Weltkriegs wurde er zur Marine eingezogen. Eine Erkrankung führte jedoch nach kurzer Zeit zu seiner Entlassung. Von 1917 bis 1921 hielt sich Magnus im neutralen Dänemark auf, wo er in der Leitung des Nyt Nordisk Forlag tätig war und neben der dänischen Sprache auch Schwedisch und Norwegisch lernte. 1921 kehrte Erwin Magnus nach Deutschland zurück. Er lebte in Berlin-Friedenau und war journalistisch tätig. Daneben übersetzte er belletristische Werke aus dem Englischen, Dänischen, Norwegischen und Schwedischen. Zugleich vermittelte er als Literaturagent Texte aus diesen Ländern an deutsche Verlage.
Magnus’ bedeutendste Leistung ist die Übersetzung eines Großteils der Werke von Jack London ins Deutsche.
Nach der nationalsozialistischen Machtergreifung emigrierte Erwin Magnus nach Dänemark und später nach Schweden. Da er im Exil keine Arbeitserlaubnis erhielt und die Tantiemen aus seinen umfangreichen Übersetzungstätigkeiten ausblieben, verarmte Magnus in den letzten Jahren seines Lebens.

## Werke
- Lichtspiel und Leben, Berlin 1924

## Übersetzungen (Auswahl)
- Nini Roll Anker: Liv und ich, Berlin 1929
- Olai Aslagsson: "Buffalo" und "Der Wolf von Manitoba", Berlin 1933; Der Coyote, Leipzig 1922; Dreizeh, Berlin 1932; Die Einöde, Berlin [u. a.] 1923; Der Herr der Steppe, Berlin 1929; Tiere der Einsamkeit, Berlin 1924; Trampleben, Potsdam 1926
- Herman Bang: Der große Kahn, Berlin 1919
- Georg Brandes: Cajus Julius Caesar, Berlin: 1 (1925), 2 (1925); Hellas, einst und jetzt, Berlin 1923 und weitere
- Johannes Buchholtz: Die Wunder der Klara von Haag, Potsdam 1928
- Peter Freuchen: Der Eskimo, Berlin 1928; Die Flucht ins weiße Land, Berlin 1929; Ivalu, Berlin 1931; Das Leben geht weiter, Zürich 1941 und weitere
- Gunnar Gunnarsson: Die Eidbrüder, München 1934; Der Geächtete, Berlin 1928; Nacht und Traum, München 1929; Schiffe am Himmel, München 1928; Der unerfahrene Reisende, München 1931
- Halldór Laxness: Der Freisasse, übersetzt von Erwin Magnus unter dem Pseudonym Eleonore Voeltzel,[3] Leipzig / Wien / Berlin 1936. Umfasst den ersten Teil von Laxness’ Roman Sjálfstætt fólk.
- Knut Hamsun: Das letzte Kapitel, Leipzig; 1 (1924), 2 (1924)
- Agnes Henningsen: Das vollkommene Weib, Potsdam 1926
- Harald Høffding: Erlebnis und Deutung, Stuttgart 1923
- Helge Ingstad: Pelzjägerleben in Kanada, Berlin 1933
- Johannes V. Jensen: Die Stadien des Geistes, Berlin 1929; Verwandlung der Tiere, Berlin 1927
- Thit Jensen: Die Erde, Leipzig 1922; Der König vom Sande, Leipzig 1922
- Helge Kaarsberg: Mein Sumatrabuch, Berlin [u. a.] 1923
- Anker Kirkeby: Russisches Tagebuch, Berlin 1924
- Kelvin Lindemann: Das Haus mit dem grünen Baum, Berlin 1948
- Jack London: Abenteurer des Schienenstranges, Berlin 1924; Martin Eden, Berlin 1926; Alaska-Kid, Berlin 1931; An der weißen Grenze, Berlin 1933; Die eiserne Ferse, Berlin 1927; Die Fahrt der Snark, Berlin 1930; Die glücklichen Inseln, Berlin 1930; Die Herrin des großen Hauses, Berlin 1929; In den Wäldern des Nordens, Berlin 1925; Die Insel Berande, Berlin 1926; Jerry, der Insulaner, Berlin 1927; Joe unter Piraten, Berlin 1930; Kid & Co., Berlin 1931; König Alkohol, Berlin 1925; Lockruf des Goldes, Leipzig 1926; Martin Eden, Berlin: 1 (1927), 2 (1927); Menschen der Tiefe, Berlin 1928 und 15 weitere London-Werke
- Sophus Michaelis: Der Richter, Leipzig 1922
- Henri Nathansen: Jude oder Europäer, Frankfurt 1931
- Adam Oehlenschläger: Aladdin oder Die Wunderlampe, Berlin 1919
- Thomas Olesen-Lökken: Das große Moor, Berlin 1930
- Jacob Paludan: Die Felder reifen, Potsdam 1927; Die neue Welt, Berlin [u. a.] 1923; Vögel ums Feuer, Berlin 1926
- Svend Rindom: Kupferne Hochzeit, Berlin 1929
- Otto Rung: Als die Wasser fielen, Berlin 1923; Der Engel mit den Eselsohren, Hamburg 1925
- Sophus Thalbitzer: Stimmungen, Gefühle und Gemütsbewegungen, Berlin [u. a.] 1920